# Bus Driver
Bus Driver è un videogioco sviluppato dalla SCS Software utilizzando l'OpenGL. Il gioco è stato completato nel 2007 con una demo della durata di 1 ora.

## Descrizione
I giocatori scelgono un percorso su cui guidare gli autobus in uno dei cinque livelli di difficoltà, vedendo il tracciato su una mappa ed altre informazioni. Poi, scelto il tragitto, si deve guidare il veicolo lungo il percorso indicato, prestando attenzione alle regole della strada e fermandosi alle fermate dell'autobus indicate. All'inizio saranno disponibili sei tragitti già sbloccati. In totale ci sono cinque livelli, trenta itinerari e dodici autobus. Per raggiungere il livello successivo, il giocatore deve aver completato almeno la metà del numero dei tragitti di ogni livello. Andando avanti nel gioco, i percorsi diventano più lunghi e difficili.
Il giocatore perderà punti se non rispetta i semafori, se frena di colpo, se non mette la freccia per svoltare o cambiare corsia e se causa incidenti, oppure se va a sbattere contro un palo della luce ecc.

### Casi speciali
In alcuni casi, il giocatore non è tenuto a rispettare le regole del traffico. Infatti, nel secondo, quarto e sesto livello, ci saranno due autobus della polizia, che il giocatore potrà condurre dove vuole ma senza provocare danni. I punti, in caso contrario, vengono tolti.

## Realismo
Il gioco contiene un elevato livello di realismo per il traffico e il paesaggio, i nomi delle strade, la segnaletica stradale, il funzionamento dei semafori e le condizioni atmosferiche. Tuttavia, non esistono limiti di velocità e la fisica del traffico non è delle migliori.

## Download
Il sito ufficiale di Bus Driver offre una demo scaricabile della durata di 1 ora. Sono disponibili anche sfondi e wallspapers per il PC.